# 于韦斯屈莱大学
62°14′11″N 25°43′58″E / 62.23639°N 25.73278°E
于韦斯屈莱大学（芬蘭語：Jyväskylän yliopisto），是位于芬兰于韦斯屈莱市的一所综合性大学，成立于1966年。其前身是1863年创办的芬兰第一所以芬兰语为教学语言的师范学院。于韦斯屈莱大学现有在校生16000人，是芬兰学生数第二多的大学。若算上成人教育部分，则学生总数可达4万人。

## 历史
于韦斯屈莱大学的历史可追溯到创办于1863年的第一所以芬兰语为教学语言的师范学校。这所学校在1934年正式成为“高等师范学院”。1966年，以高等师范学院为基础，增设自然科学等新学科后建立了于韦斯屈莱大学。凯伊约·海麦莱宁自2017年8月起担任该校校长。

## 教学及研究机构
于韦斯屈莱大学设有7个学院，分别为：

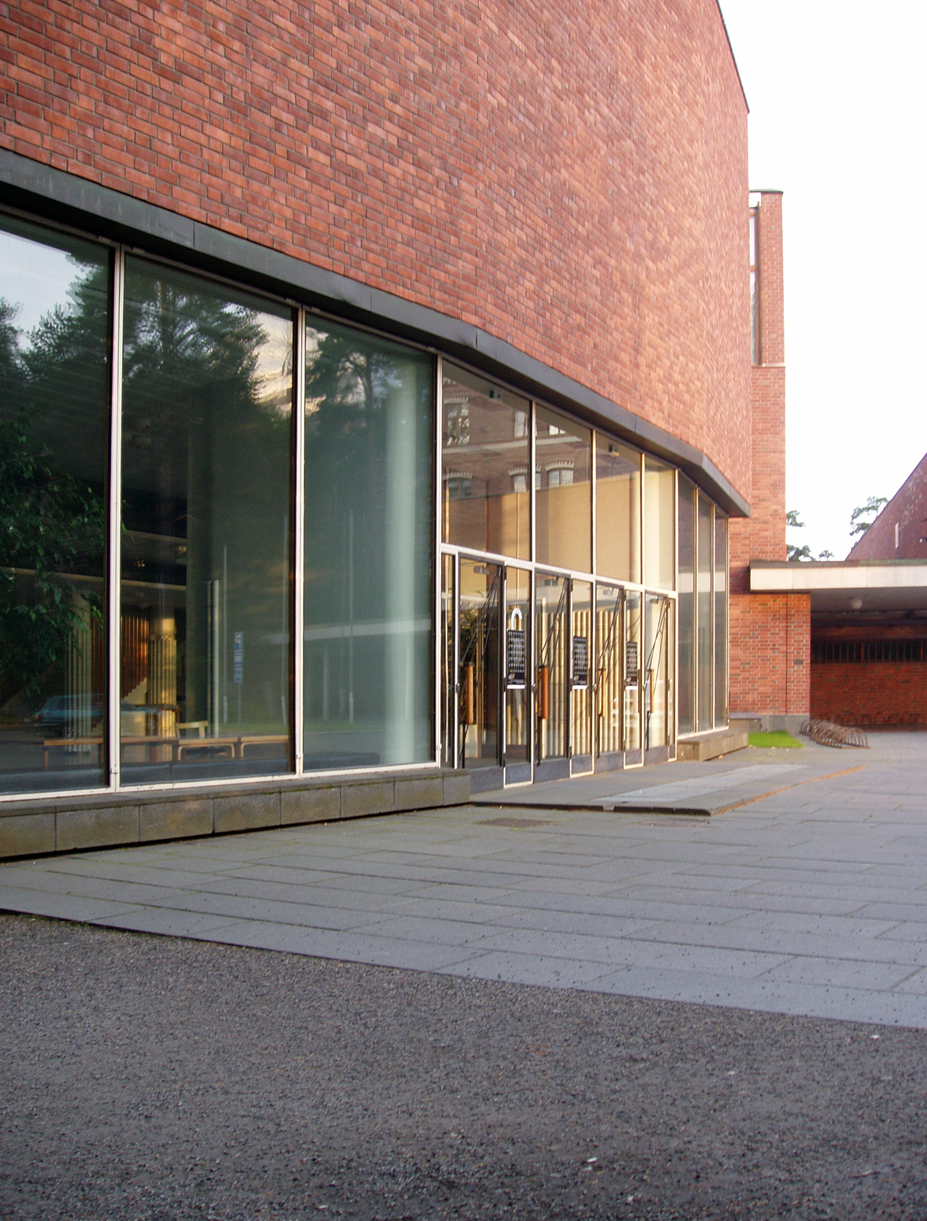
于韦斯屈莱大学校园内由阿尔瓦尔·阿尔托设计的建筑

- 人文学院：涉及语言学、历史、文学、音乐等方面的约20门学科，拥有跨学科音乐研究、思想研究、英语变种与演变研究等三个经芬兰科学院评定的“卓越研究中心”。[5]
- 信息技术学院：主要涉及数学信息技术、信息系统科学、计算机科学、感知科学四门学科。[6]
- 教育科学学院：设教育科学系和师范系，并管辖教师培训学校和教育领导研究所。[7]
- 体育与健康科学学院：设生物与体育运动系、健康科学系、体育科学系等三个系，神经肌肉研究中心、体育与休闲规划研究中心、芬兰跨学科老年人医学研究中心、健康促进研究中心以及动作行为研究单元。[8]
- 数学与自然科学学院：设生物与环境科学系、物理系、化学系、数学与统计系，以及加速器实验室、纳米科学中心（与赫尔辛基大学、赫尔辛基理工大学、坦佩雷理工大学及约恩苏大学合作[9]）等研究机构，拥有四个芬兰卓越研究中心，即进化研究、原子与加速器研究、分析与动态研究（与赫尔辛基大学合作）、病毒研究（与赫尔辛基大学合作）。[10]
- 经济学院：涉及管理、会计、市场、经济等学科。[11]
- 社会科学学院：主要从事社会科学与心理学的教学和研究，拥有四个芬兰卓越研究中心。[12]

与教学及科研相关的独立部门有：Agora中心、科科拉大学中心（与奥卢大学、瓦萨大学和坦佩雷理工大学共建）、信息管理中心、继续教育中心、教育评估秘书处、教育研究所、环境研究中心、语言中心、开放大学、图书馆和博物馆。

## 校区

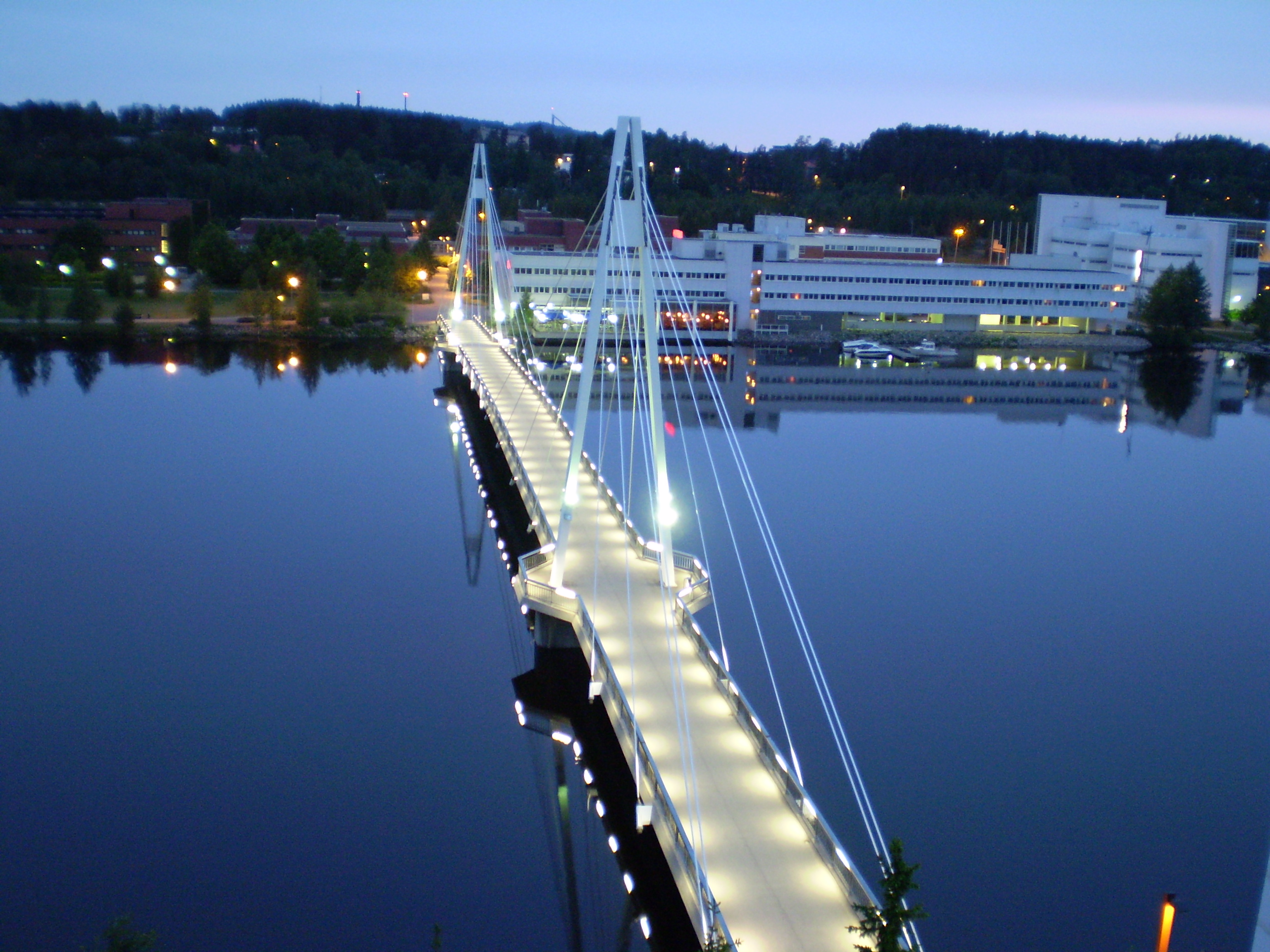
位于湖畔的校区

于韦斯屈莱大学的各个院系分布在三个校区，分别是市中心的主校区以及于韦斯屈莱湖两岸的Mattilanniemi和Ylistönrinne校区。后两个校区之间通过一座跨湖的桥连接，离主校区约10分钟步行距离。
校区内现有的建筑很多都建于1950年至1970年期间，其中一部分为芬兰著名建筑师阿尔瓦尔·阿尔托的作品。

## 声誉
上海交通大学2008年世界大学学术排名将于韦斯屈莱大学排在芬兰第4-6位、欧洲第169-210位和世界第402-503位。英国《泰晤士高等教育》与QS公司联合发布的2008年世界大学排名将于韦斯屈莱大学排在芬兰第7位、世界第391位。其中，自然科学领域列世界第279位。